# St. Ludgerus (Albersloh)

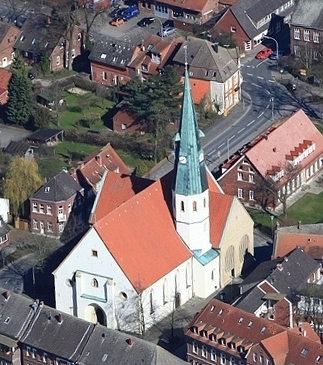
St. Ludgerus

Die katholische Pfarrkirche St. Ludgerus ist ein denkmalgeschütztes Kirchengebäude in Albersloh, einem Ortsteil der Stadt Sendenhorst im nordrhein-westfälischen Kreis Warendorf. Kirche und Gemeinde gehören zum Dekanat Ahlen im Bistum Münster.

## Geschichte
Die Gemeinde gilt als Gründung des Bischofs Liudger († 809) auf einem 1171 erwähnten bischöflichen Amtshof.
Bei Ausgrabungen im Jahr 1965 wurden Fundamente der Vorgängerkirche aus dem 12. Jahrhundert entdeckt. Diese war eine kleine Saalkirche mit flacher Dacheindeckung und nachträglich angefügtem Turm. Gemauert war sie aus Bruchstein.

## Architektur
Die Hallenkirche in gebundener Ordnung mit zwei Doppeljochen und quadratischem Chor wurde Ende des 13. Jahrhunderts errichtet. Am Ostende des südlichen Seitenschiffes befindet sich ein aus der Achse laufender älterer Bauteil mit einem Turm. Der Chor wurde 1962 umfassend verändert und Teile des alten Chores wurden beibehalten. Die Fenster im Schiff wurden spätgotisch verändert. Das Nordportal ist rundbogig gehalten, das Westportal spitzbogig. Ein Tympanonrelief unter einem Kleeblatt wurde 1926 erneuert.
Nach einer knapp zweijährigen Planungs- und Umbauphase wurde am 24. November 2019 der neue Altar im Gottesdienst zum Christkönigssonntag vom Münsteraner Bischof Dr. Felix Genn eingeweiht. Anschließend wurde die erste Eucharistie des neuen Altars gefeiert.

## Ausstattung
- Romanischer Taufstein in einfacher Ausführung mit Palmettenfries von 1230
- Reliefs der ehem. (geschnitzten) Kanzel von 1733

### Orgel
Die Orgel wurde 1969 von dem Orgelbauer Gebrüder Stockmann aus Werl erbaut. Die Orgel hat 27 Register auf zwei Manualen und Pedal. Die Spieltrakturen sind mechanisch, die Registertrakturen elektrisch.
| I Hauptwerk C–g3 |                 |       |
| 1.               | Gedacktpommer   | 16′   |
| 2.               | Prinzipal       | 8′    |
| 3.               | Gemshorn        | 8′    |
| 4.               | Oktave          | 4′    |
| 5.               | Rohrflöte       | 4′    |
| 6.               | Waldflöte       | 2′    |
| 7.               | Sesquialtera II | 2 ⁄3′ |
| 8.               | Mixtur IV–VI    | 1 ⁄3′ |
| 9.               | Trompete        | 8′    |

| II Rückpositif C–g3 |                  |        |
| 10.                 | Holzgedackt      | 8′     |
| 11.                 | Quintade         | 8′     |
| 12.                 | Prinzipal        | 4′     |
| 13.                 | Blockflöte       | 4′     |
| 14.                 | Oktave           | 2′     |
| 15.                 | Terz             | 1 3⁄5′ |
| 16.                 | Quinte           | 1 ⁄3′  |
| 17.                 | Scharffzimbel IV | 2⁄3′   |
| 18.                 | Holzdulzian      | 16′    |
| 19.                 | Rohrschalmey     | 8′     |

| Pedal C–f1 |               |     |
| 20.        | Subbaß        | 16′ |
| 21.        | Oktavbass     | 8′  |
| 22.        | Rohrpommer    | 8′  |
| 23.        | Choralbass    | 4′  |
| 24.        | Nachthorn     | 2′  |
| 25.        | Mixtur IV     | 2′  |
| 26.        | Fagott        | 16′ |
| 27.        | Trompetenbass | 8′  |

- Koppeln: II/I, I/P, II/P
- Spielhilfen: 2 freie Kombinationen, 1 freie Pedalkombination, Tutti, Zungen ab

### Glocken
Die Kirche besitzt ein komplett erhaltenes Geläut von Wolter Westerhues aus dem Jahre 1503, gestimmt auf die Tonfolge es'-f'-g'.